# Comunità dello Yukon

Localizzazione dello Yukon in Canada.

Lo Yukon è uno dei tre territori del Canada.
Lista delle comunità dello Yukon:
- Carmacks
- Dawson City
- Faro
- Haines Junction
- Mayo
- Teslin
- Watson Lake
- Whitehorse (capoluogo)